# پتروتست
پتروتست (انگلیسی: Petrotest) شرکت خدمات نفتی آلمانی است، که در سال ۱۸۷۳ تأسیس شد.